# Pseustophylla fervida
Pseustophylla fervida är en skalbaggsart som beskrevs av Karl Henrik Boheman 1857. Pseustophylla fervida ingår i släktet Pseustophylla och familjen Melolonthidae. Inga underarter finns listade i Catalogue of Life.